# Арка Свободи українського народу
А́рка Свобо́ди украї́нського наро́ду (до 14 травня 2022 року — А́рка дру́жби наро́дів, народна назва Ярмо́) — скульптурна композиція в Києві на території Хрещатого парку. Первісно складалася з арки та двох скульптурних груп під нею. Відкрита в рамках святкування 1500-річчя Києва та 60-ї річниці створення СРСР у 1982 році.
14 травня 2022 року, згідно з рішенням Київської міської ради, отримала сучасну назву після демонтажу однієї зі скульптур.
16 квітня 2024 року Міністерство культури та інформаційної політики визнало монумент таким, що не є нерухомою пам'яткою України. 30 квітня 2024 року демонтовано композицію на честь Переяславської ради.

## Історія

### Створення
До жовтневого перевороту на місці цієї композиції розташовувався бювет мінеральних вод, згодом літній театр зі статуєю Аполлона, пізніше за радянських часів — фонтан зі скульптурою слона.
На місці Арки дружби народів у 1970-ті роки розташовувався оглядовий майданчик і оглядове колесо. У 1979 році було вирішено побудувати на цьому місці монумент на честь «возз'єднання України з Росією» у вигляді металевої арки, під якою розташовано декілька скульптур. Композиція відкрита 3 листопада 1981 року під час підготовки до святкування 1500-річчя Києва на місці розташування Літньої естради, що була перенесена до Маріїнського парку.
Відкриття монумента передбачалося провести в день проголошення СРСР, 30 грудня, але урочиста церемонія відбулася раніше, у жовтні, напередодні 65-ї річниці Жовтневого перевороту 1917 року. На церемонії відкриття виступив Перший секретар Центрального Комітету КПУ Володимир Щербицький.
Згодом споруда отримала глузливу неофіційну назву «Ярмо».

### «Тріщина дружби» і демонтаж монумента

Демонтаж монумента 26 квітня 2022 року

Після початку війни на сході України у 2014 році неодноразово звучали пропозиції знести Арку дружби народів, перебудувати її чи перейменувати. Перед цим напис на постаменті однієї зі скульптурних груп неодноразово був збитий.
24 листопада 2018 року на Арці Дружби народів українські художники та правозахисники відкрили інсталяцію «Тріщина дружби». Її присвятили питанню українських політв'язнів, зокрема режисерові Олегу Сенцову.
У зв'язку з широкомасштабним російським вторгненням в Україну 26 квітня 2022 року скульптурна частина монумента була демонтована. Під час демонтажу бронзової скульптурної групи у фігури, що символізувала росіянина, відвалилася голова. Другу скульптурну композицію, з червоного граніту, планувалося прибрати дещо згодом. Саму ж арку планували перейменувати та підсвітити кольорами українського прапора. Архітектор та один із авторів скульптурної композиції Сергій Миргородський у своєму інтерв'ю під час демонтажу пам'ятника заявив: «Відчуваю радість. Нарешті! Дружба з Росією закінчена. Тому цей пам'ятник, як дружба великих народів колись, перетворюється на ворожнечу України та Росії. А мати пам'ятник ворожнечі — це гріх».
27 березня 2024 року Український інститут національної пам'яті надав висновок про необхідність цілковитого демонтажу арки.
16 квітня 2024 року Міністерство культури України не визнало Арку нерухомою пам'яткою історії. Рішення виключити Арку з цього реєстру ухвалено на підставі подання Департаменту охорони культурної спадщини Київської міської ради та експертного висновку Міністерства культури України.
30 квітня 2024 року пам'ятник на честь Переяславської ради, частину скульптурної композиції «Арки Свободи українського народу», було демонтовано.

## Опис
Центральним у композиції був монумент дружби народів, присвячений «об'єднанню України з Росією» (скульптор Олександр Скобліков, архітектори Ігор Іванов, Сергій Миргородський і Костянтин Сидоров), що виконаний з титанового сплаву, граніту та бронзи і є двофігурною композицією (висота — 6,2 м) робітників — росіянина й українця, що спільно підняли стрічку з орденом «Дружби Народів».
Трохи далі — витягнута по горизонталі стела з багатофігурною групою, у центрі якої Богдан Хмельницький та боярин Василь Бутурлін — московський посол. Ця група створена за мотивами Переяславської Ради. Буде демонтовано у рамках дерусифікації.
Скульптурні групи з'єднувала арка заввишки 35 м, яка, за задумом авторів, символізувала єднання братських народів Радянського Союзу.
Перед монументом площа має форму амфітеатру. За монументом розташований оглядовий майданчик з краєвидом на Дніпро та лівий берег Києва.

## Галерея

Композиція в 2012 році
Композиція вночі, 2009 рік
Колишня радянська композиція «На ознаменування возз'єднання України з Росією»
Композиція на честь Переяславської Ради. У Центрі — постаті Богдана Хмельницького та московського посла Василя Бутурліна. (демонтовано)
Демонтаж монумента 26.04.2022
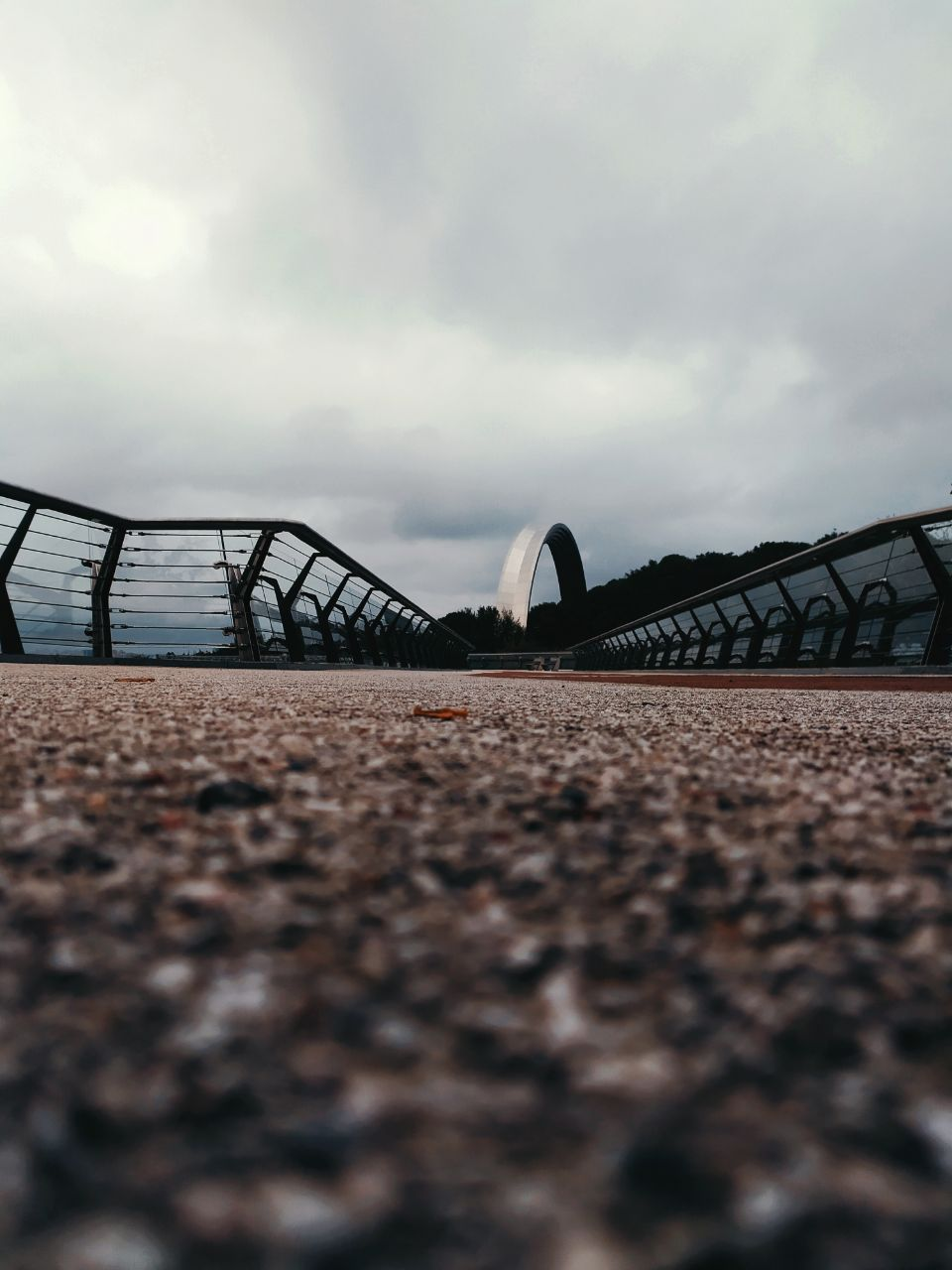
Арка Свободи українського народу. Вид зі скляного мосту